# Davide Zoggia
Davide Zoggia (Venezia, 29 febbraio 1964) è un politico italiano, è stato il presidente della Provincia di Venezia dal 2004 al 2009 e il responsabile organizzativo del Partito Democratico per cinque mesi dal giugno al dicembre 2013 sotto la segreteria di Guglielmo Epifani.

## Biografia

### Carriera politica

#### Consigliere comunale e sindaco
Ragioniere commercialista, è stato consigliere comunale per il PCI e sindaco di Jesolo (VE) dal 1990, assessore provinciale per più mandati e ideatore del progetto PoloEst, il portale informatico della Provincia.
Dopo lo scioglimento del PCI aderisce al PDS prima e ai DS poi.

#### Presidente della provincia di Venezia
In occasione delle elezioni amministrative del 2004 è stato eletto presidente della provincia col 50,5% dei voti, in rappresentanza di una coalizione di centrosinistra. In Consiglio provinciale era sostenuto da una maggioranza costituita da Ulivo, PRC, Verdi, Rosa nel Pugno, Italia dei Valori e Comunisti Italiani.
Alle elezioni provinciali del 2009 (elezioni del 21 giugno e 22 giugno) è stato sconfitto al ballottaggio dalla candidata Francesca Zaccariotto del Popolo delle Libertà-Lega Nord, ottenendo il 48,1% delle preferenze.

#### Deputato nazionale
È considerato un fedelissimo di Pier Luigi Bersani. Infatti, il 24 novembre dello stesso anno è scelto come Responsabile nazionale Enti Locali del Partito Democratico nella Segreteria nazionale del neo-segretario Pier Luigi Bersani.
Alle Elezioni politiche del 2013 è candidato ed eletto come capolista del Partito Democratico nella circoscrizione Veneto 1. È Segretario della Giunta per le Autorizzazioni della Camera e del Comitato Parlamentare per i Procedimenti di Accusa, è anche componente della VII Commissione Cultura della Camera e del Comitato Parlamentare di Vigilanza sulla Cassa Depositi e Prestiti (dal 7 maggio 2013 al 12 novembre è stato anche componente della I Commissione Affari Cistituzionali della Camera).
Il 5 giugno 2013 viene scelto come Responsabile nazionale per l'Organizzazione del Partito Democratico nella nuova Segreteria nazionale del reggente Guglielmo Epifani, vicino politicamente all'ex leader democratico Pier Luigi Bersani. Successivamente all'avvento del nuovo segretario del PD Matteo Renzi, la carriera politica di Zoggia entra in declino. Il 4 maggio 2015 è tra coloro che non partecipano al voto dell'Italicum, la nuova legge elettorale approvata dalla Camera.
Nel febbraio 2017 passa a Articolo Uno ed è stato coordinatore della campagna di Claudio Fava alle Elezioni regionali siciliane di novembre. Candidato alle Elezioni politiche del 2018 per Liberi e Uguali, non viene rieletto.
Si è laureato con 110/110 e lode in Storia all'Università Ca' Foscari Venezia il 26 ottobre 2020 con una tesi dal titolo "Storia di una famiglia: margini lagunari e mezzadrili a Lio Maggiore".

### Vicende giudiziarie
Nel giugno 2014 l'ex Presidente della Provincia di Venezia ed ex Responsabile Enti Locali e Organizzazione nelle Segreterie nazionali del PD di Bersani ed Epifani, rimane coinvolto, insieme al collega di partito veneto il deputato veneziano Michele Mognato, all'ex Presidente della Provincia di Belluno e consigliere regionale Sergio Reolon e al consigliere-tesoriere regionale del Pd Veneto arrestato Giampiero Marchese, nello scandalo delle presunte tangenti e finanziamenti illeciti del Consorzio Venezia Nuova. Tuttavia Zoggia ha respinto tutte le accuse.
Successivamente viene accusato dal Sindaco di Venezia Giorgio Orsoni nell'ambito del finanziamento illecito che ha portato prima agli arresti e successivamente alle dimissioni del sindaco di Venezia dopo che lo stesso Orsoni aveva patteggiato 4 mesi affermando di aver preso soldi per la campagna elettorale a Sindaco nel 2010 (somma tra i 450 e i 550.000 euro) dal Consorzio Venezia Nuova su richiesta di Zoggia, Mognato, Reolon e Marchese.
Il 17 giugno 2014 rassegna le sue dimissioni da segretario e componente della Giunta per le Autorizzazioni della Camera dopo le indiscrezioni che lo vedrebbero coinvolto nell'inchiesta MOSE di Venezia poiché tirato in ballo dal sindaco Giorgio Orsoni e a poche ore dalla pronuncia della stessa Giunta sulla richiesta di arresto sollevata nei confronti dell'ex presidente del Veneto, allora deputato, Giancarlo Galan (Forza Italia).
Il 7 luglio di quell'anno il Tribunale di Venezia, sezione giudici indagini preliminari, chiede l'archiviazione per Zoggia che risulta estraneo ai fatti contestati.